# Будинок із привидами (фільм, 1928)
«Будинок з привидами» (англ. The Haunted House) — американська комедійна драма режисера Беньяміна Крістенсена 1928 року.

## Сюжет
Чотирьох спадкоємців сімейного стану викликано в суд повісткою на оголошення заповіту, де вони зустрічаються з персоналом маєтку, який включає в себе годувальницю, божевільного доктора і злого майстра.

## У ролях
- Ларрі Кент — Біллі
- Тельма Тодд — годувальниця
- Едмунд Брісі — дядько Герберт
- Сідні Брейсі — Таллі
- Барбара Бедфорд — Ненсі
- Флора Фінч — місіс Ракхем
- Честер Конклін — містер Ракхем
- Вільям В. Монг — сторож
- Монтегю Лав — божевільний доктор
- Ів Саузерн — дівчина-лунатик
- Джон Гоф — водій